# International Brotherhood of Teamsters
Pour les articles homonymes, voir IBT.
L'International Brotherhood of Teamsters (Fraternité internationale des conducteurs), IBT, ou plus simplement « Teamsters », est le syndicat des conducteurs routiers américains. Il est affilié à la Fédération internationale des ouvriers du transport et à IndustriALL global union.
C'est un des plus grands syndicats des États-Unis, surtout composé de travailleurs de l'automobile, des transports routiers, de l'industrie laitière et du domaine de l'entreposage.

## Histoire
Dans les années 1950 et 1960, son président Jimmy Hoffa s'est notoirement allié avec la mafia et sera l'une des principales cibles de l'attorney general Robert Kennedy.
Le 23 juillet 2005 les Teamsters ont annoncé leur boycott de la convention de la Fédération américaine du travail - Congrès des organisations industrielles (AFL-CIO). Ils créent avec de nombreux autres syndicats (dont le SEIU) la nouvelle centrale Change to Win. Au moment de la séparation, ils représentaient un quart des membres de l'AFL-CIO et un sixième de son budget.
L'International Brotherhood of teamsters est l'un des plus importants syndicats des États-Unis avec 1,4 million de membres en 2018.

## Présidents

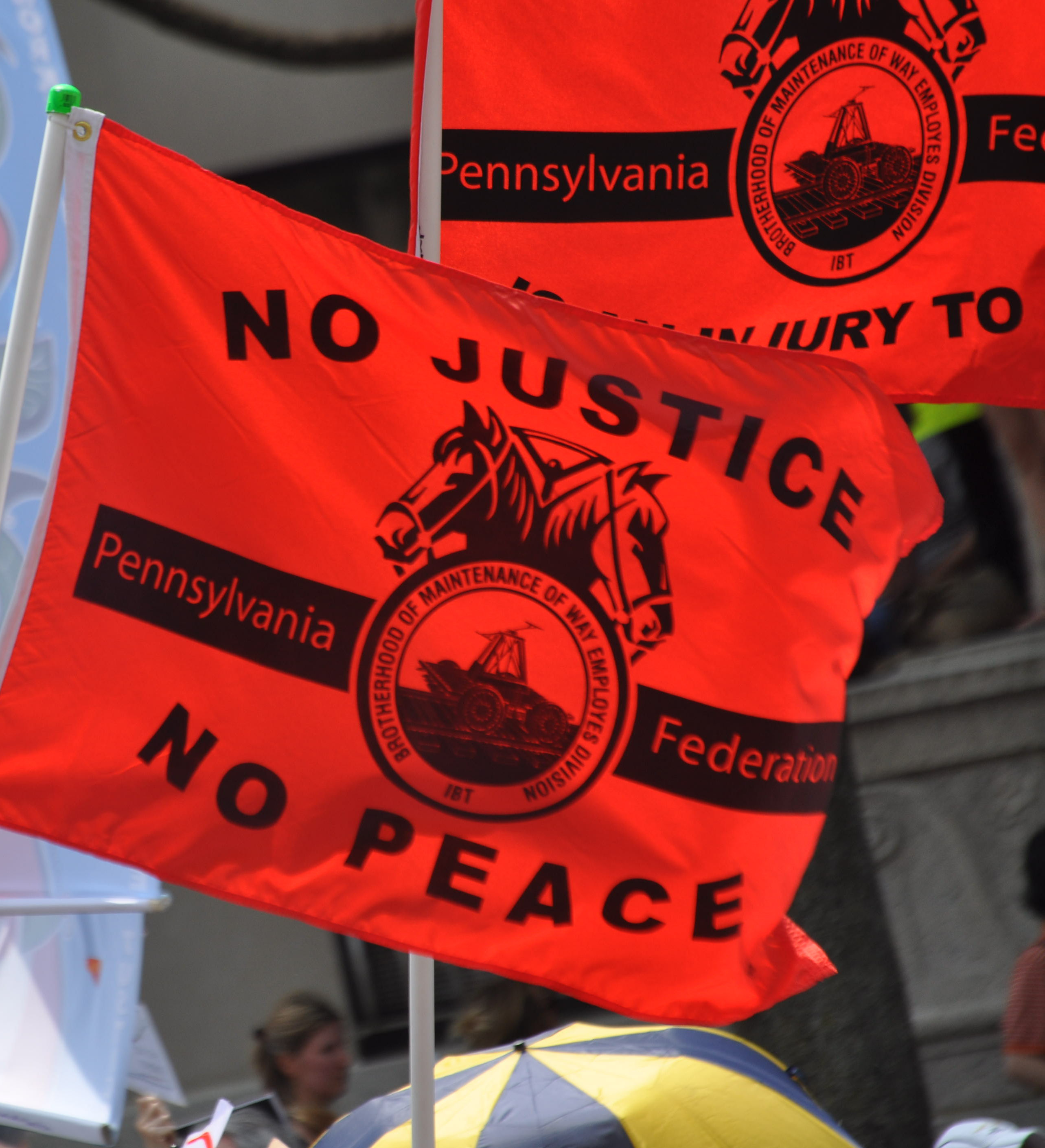
Le logo du syndicat lors d'une manifestation pour le climat en 2017.

- 1903 : Cornelius Shea
- 1907 : Daniel J. Tobin (en)
- 1952 : Dave Beck (en)
- 1957 : Jimmy Hoffa
- 1971 : Frank Fitzsimmons (en)
- 1981 : George Mock (en) (intérim)
- 1981 : Roy Lee Williams (en)
- 1983 : Jackie Presser (en)
- 1988 : Weldon Mathis (en) (intérim)
- 1989 : William J. McCarthy (en)
- 1991 : Ron Carey (labor leader) (en)
- 1998 : James P. Hoffa
- 2023: Sean O’Brien

## Encartés
- 1933 : 75 000
- 1935 : 146 000
- 1949 : 1 million
- 1957 : 1,5 million
- 1976 : 2 millions
- 1987 : 1 million
- 2003 : 1,7 million
- 2008 : 1,4 million
- 2014 : 1,2 million

## Membres locaux
- Teamsters Québec